# هامانو

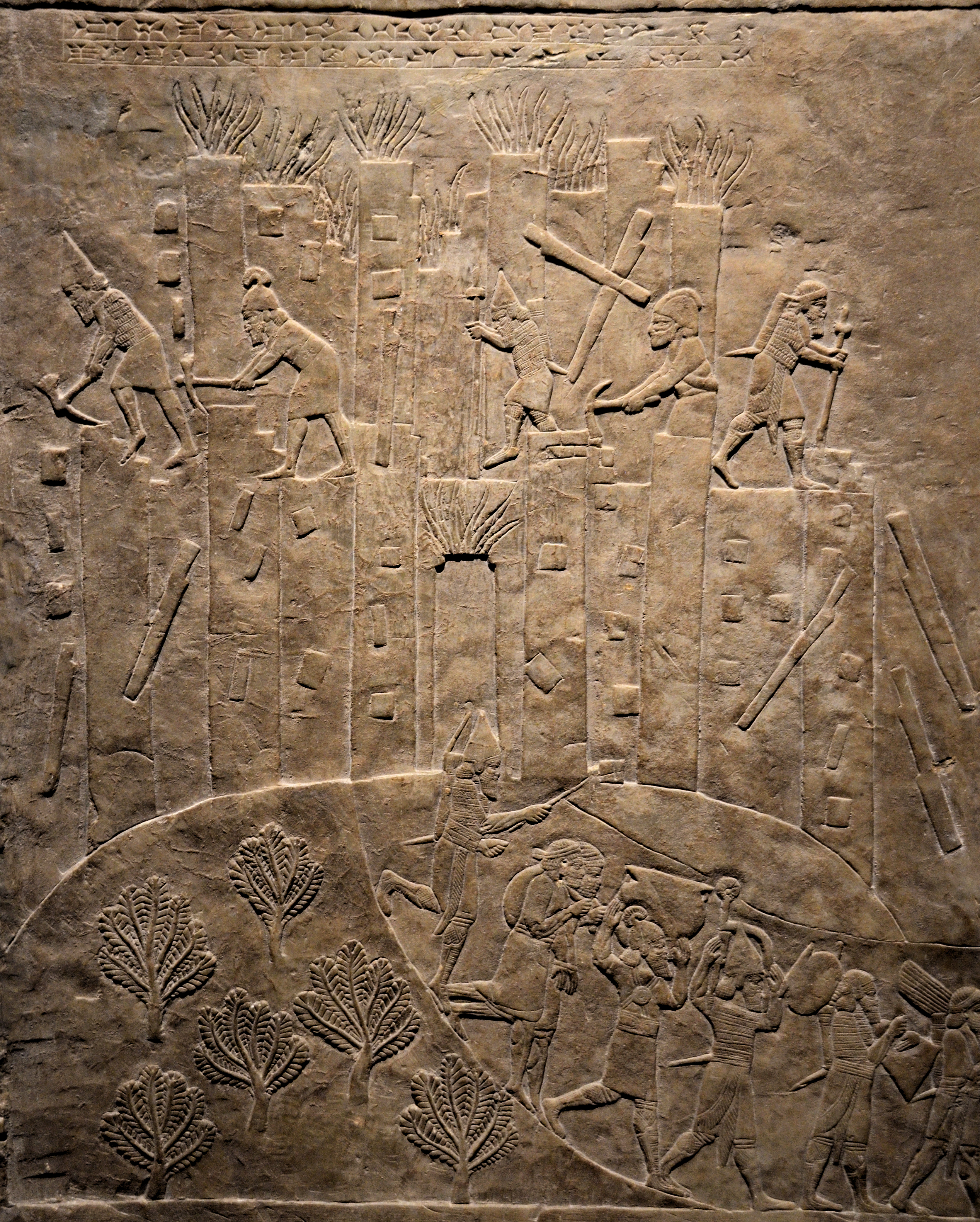
در این نقش برجسته لشکرکشی آشوربانیپال به ایلام و نابودی هامانو را ، پیروزمندانه نشان می دهد. در اینجا، شعله‌های آتش از شهر بلند می‌شود، سربازان آشوری با کلنگ‌ و تیشه آن را نابود می کنند و غنایم را با خود می‌برند.

هامانو (انگلیسی: Hamanu) شهری از تمدن ایلام که بوسیله آشوربانی‌پال در جریان جنگی که منجر به سقوط ایلام بین سال‌های ۶۴۵–۶۳۵ قبل از میلاد مسیح شد کاملاً نابود گشت.
آشوربانی‌پال در کتیبه های خود چنین نوشته است:
شهر هامانو، شهر سلطنتی سرزمین ایلام، محاصره اش کردم، فتحش کردم، غنایمش را بردم.

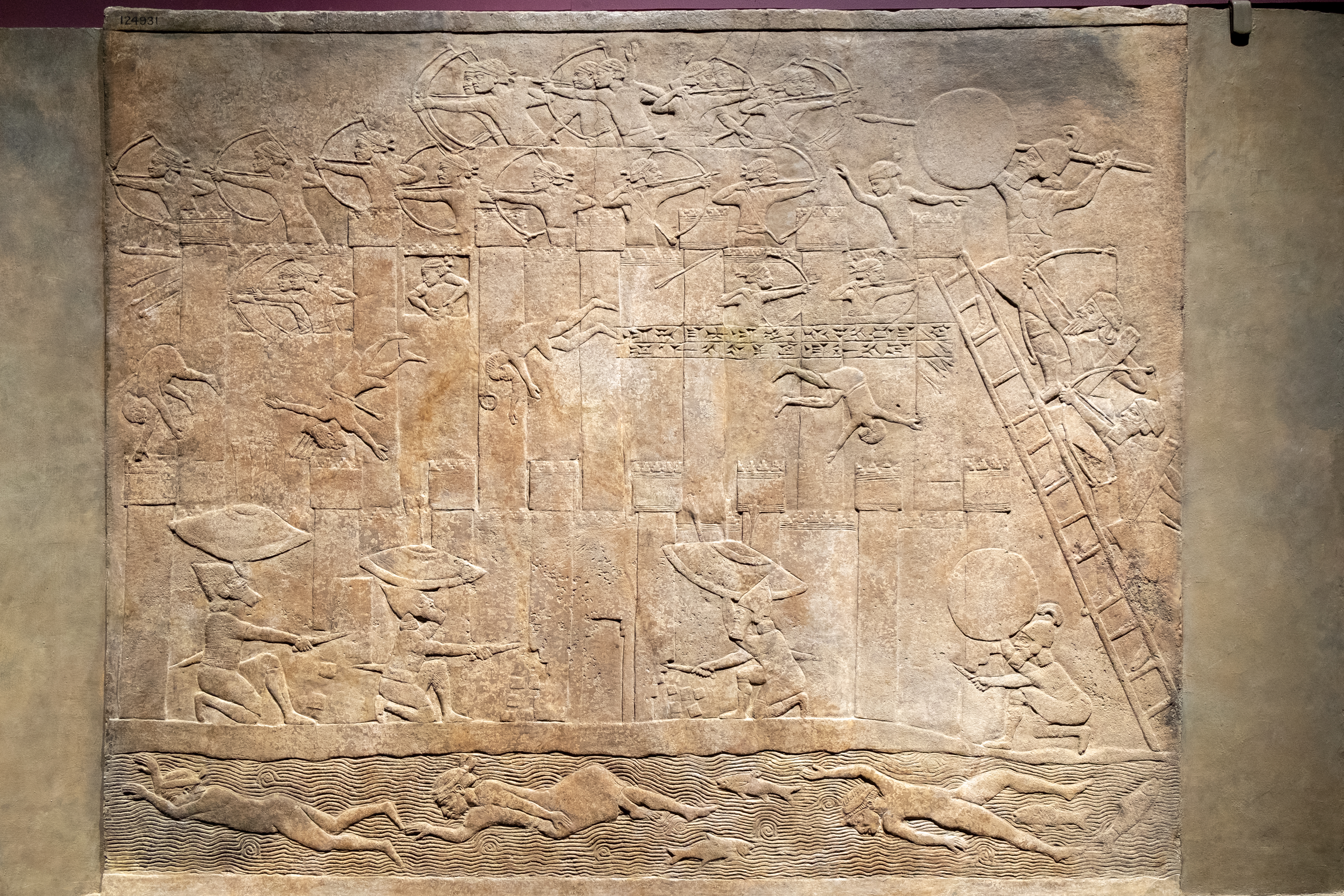
محاصره شهر
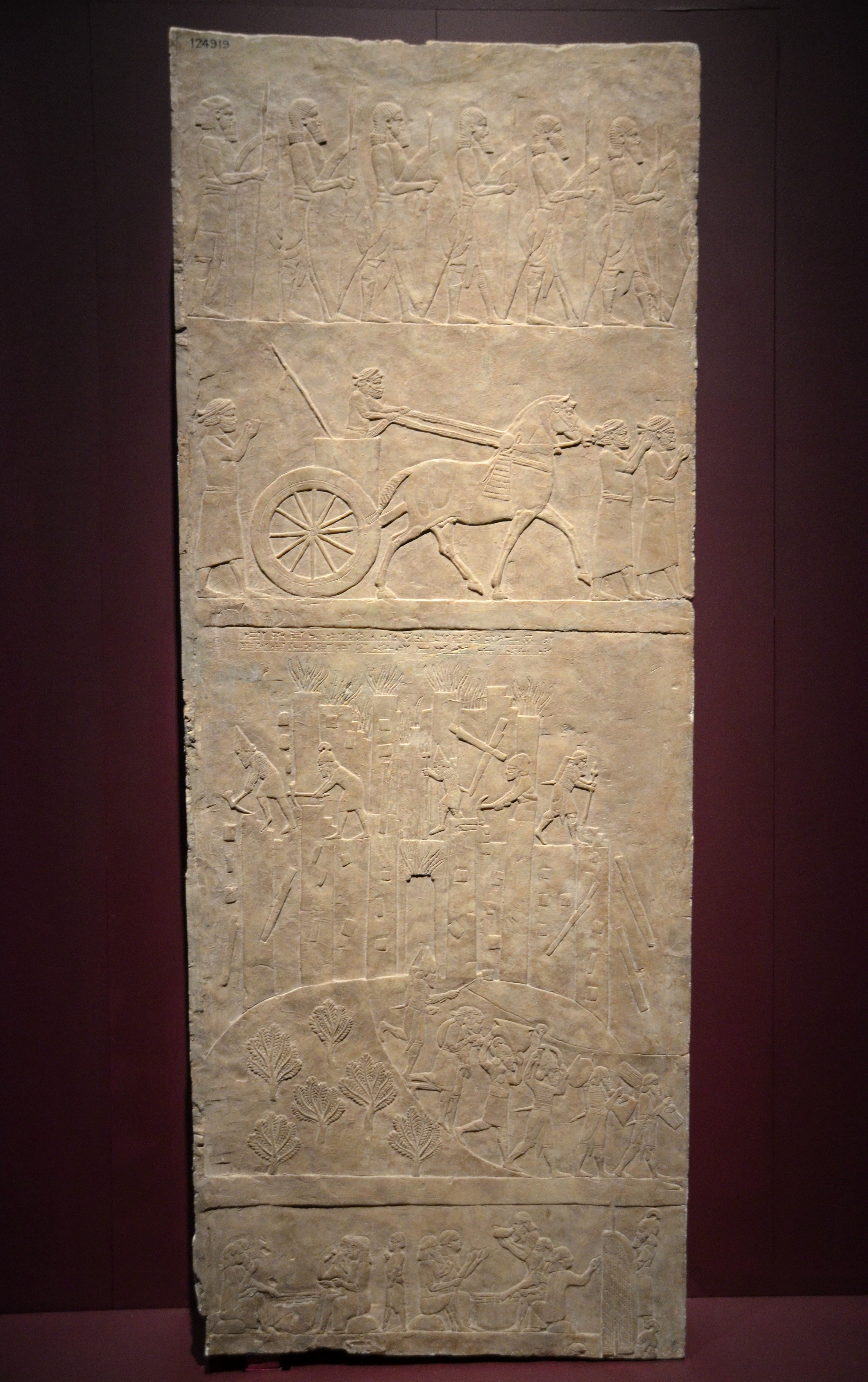
فتح شهر
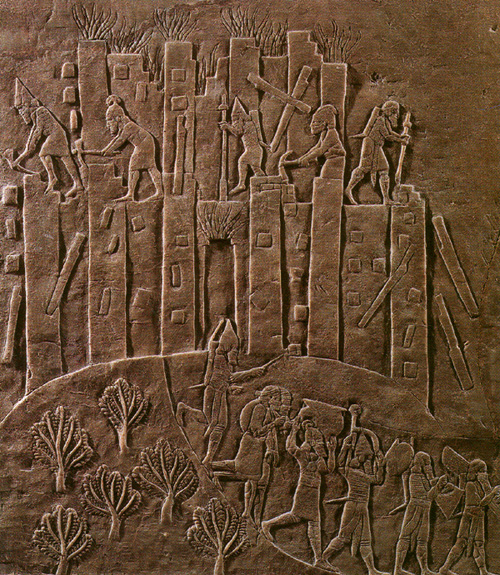
نابودی شهر